# Universidad de Kansai
La Universidad de Kansai (関西大学, Kansai daigaku), o Kandai (関大) en su forma abreviada, es una universidad privada y mixta situada en Suita, Osaka, Japón y en otros dos lugares: la ciudad de Osaka, y Takatsuki, Osaka. 
Sus orígenes se remontan a 1825 con la fundación de la escuela Hakuen-syoin. El nombre definitivo fue adquirido en 1922 y se trata de una de las universidades más antiguas de Japón. Universidad de Kansai es una de las mejores universidades de Japón, Kansai en Japón cuatro universidades privadas, KKDR （関関同立, Universidad de Kansai, Universidad de Kwansei Gakuin, Universidad de Doshisha,  Universidad de Ritsumeikan) .

## Historia

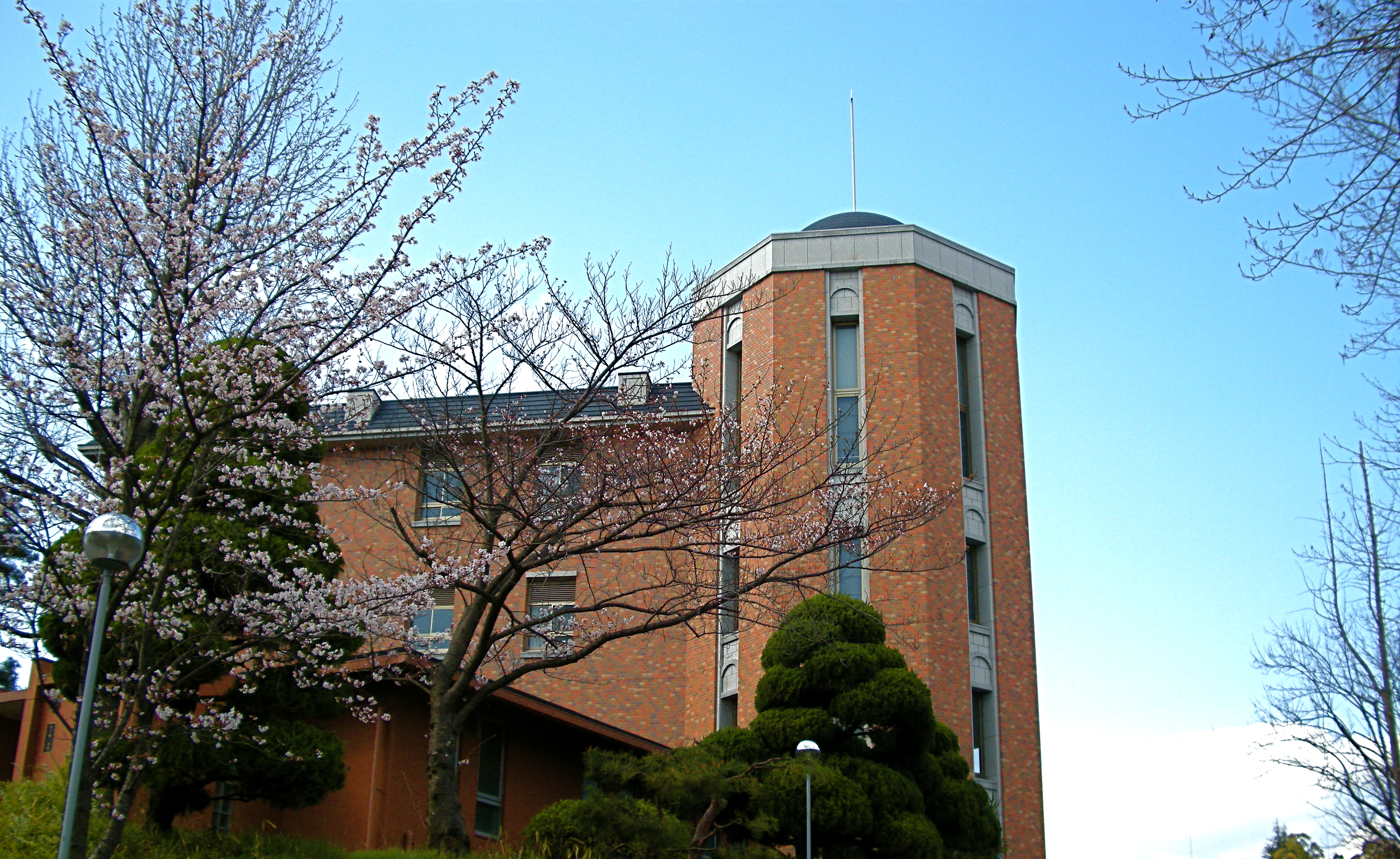
Edificio de estudios de derecho.

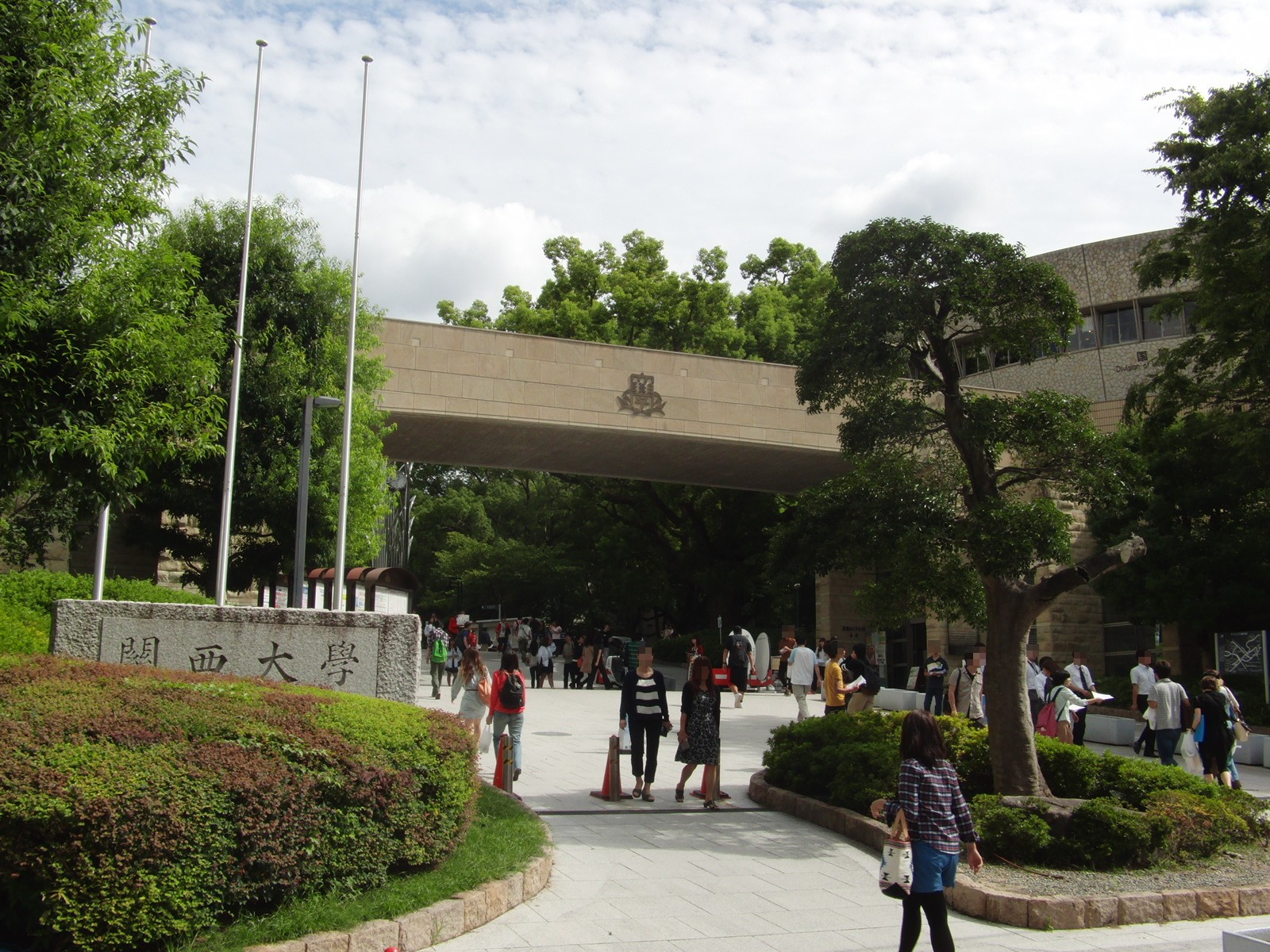
Puerta principal de la Universidad de Kansai

La Universidad de Kansai se fundó en 1886 como Kansai La ley School.En 1922 se transformó la escuela en la Universidad Privada de Kansai (私立関西大學) con bachiller. En la actualidad, la Universidad de Kansai ofrece siete facultades de pregrado y cinco facultades (Ingeniería e Informática siendo las excepciones), también ofrece estudios de postgrado en las siete facultades, además de la escuela de postgrado independiente que contará con miembros de su Instituto de Lenguas Extranjeras de Educación e Investigación. Tiene ocho campus en Osaka y Tokio. 
La universidad, con sus escuelas secundarias y jardín de infancia, tiene un total de 27.000 estudiantes. En 2016, la Universidad de Kansai celebró el 130 aniversario de su fundación.
La Universidad de Kansai cuenta con una destacada biblioteca, la cual se fundó en 1914, pocos años después de la puesta en marcha de la universidad y dispone de más de 3.500.000 volúmenes. Su colección de rarezas y libros antiguos es una referencia en toda Asia.

## Facultad universitaria|Facultades y Doctorados
- Derecho
- Economía
- Comercio
- Sociología
- Informática
- Ingeniería
- Ingeniería Urbana y Medio Ambiente
- Ingeniería
- Química, Materiales y Bioingeniería
- Estudios de Política
- Maestría en Administración de Negocios|MBA(Contabilidad solamente)
- Idiomas
- Psicología
- Instituto de Lenguas Extranjeras de Educación e Investigación[3]
- Instituto de Estudios de Oriente y Occidente[4]
- Instituto de Estudios Políticos y Económicos
- Organización de Investigación y Desarrollo de la Ciencia y la Tecnología Innovadora
- Instituto de Estudios Jurídicos
- Instituto de Estudios de Derechos Humanos

### Máster
La duración de los estudios difiere entre los distintos programas, existiendo másteres con duración de un año, un año y medio y dos años. La estructura de las asignaturas también puede variar dentro de cada curso académico.La lengua en la que se imparten las clases en la mayor parte de los estudios es el Japoneses, aunque algunos se imparten en inglés.

### Doctorado
Como ocurre en los estudios de máster, la lengua vehicular es el ｊaponeses, con la posibilidad de cursar algunos estudios en inglés.